# Список претендентов на премию «Оскар» за лучший фильм на иностранном языке от Аргентины
Категория премии Американской академии кинематографических искусств и наук («Оскара») «за лучший фильм на иностранном языке» предназначена для награждения полнометражных фильмов, произведенных вне юрисдикции США и с преимущественно неанглийским языком или языками диалога. В качестве конкурсной «премии за заслуги» впервые появилась на 29 церемонии премии «Оскар», состоявшейся в 1957 году. Ранее, в 1948—1956 годах, иноязычные фильмы 8 раз награждались «почётным/специальным „Оскаром“». Награда вручается режиссёру, а официальным победителем является страна, фильм которой одержал победу.
Согласно некоторым источникам, Аргентина впервые претендовала на «Оскар» на лучший фильм на иностранном языке ещё в 1948 году, до введения его в качестве регулярной соревновательной категории с шорт-листом «номинаций» для лучших претендентов, из которых выбирается фильм-лауреат. В качестве аргентинской заявки на рассмотрение Академии кинематографических искусств и наук (AMPAS) был послан фильм Луиса Сесара Амадори Dios se lo pague (1947), однако он проиграл картине Monsieur Vincent.
После 1961 года Аргентина позобновила своё участие в конкурсе, а с 1984 посылала фильмы на рассмотрение AMPAS ежегодно, удостоив этого (на конец 2017 года) 44 фильма. Отбор фильма для национальной заявки Аргентины на «Оскар» находится в ведении Аргентинской академии кинематографических искусств и наук. Параллельно с этим комитет отбирает фильм страны для заявки на испанскую кинопремию «Гойя».
Первым аргентинским фильмом, попавшим в шорт-лист номинации, стало в 1975 году «Перемирие» режиссёра Серхио Ренана; всего аргентинские фильмы достигли вошли в «номинацию» 7 раз. Из них первым был удостоен премии в категории в 1986 году фильм Луиса Пуэнсо «Официальная версия», сделав Аргентину первой и по настоящее время единственной латиноамериканской страной — обладательницей «Оскара». Второй раз Аргентина одержала победу в 2010 году, фильмом «Тайна в его глазах» Хуана Хосе Кампанельи.

## Список фильмов
| Год (церемония) | Русское название                          | Испанское название                        | Английское название              | Режиссёр                   | Результат       |
| --------------- | ----------------------------------------- | ----------------------------------------- | -------------------------------- | -------------------------- | --------------- |
| 1961 (34-я)     | Летняя кожа                               | Piel de verano                            | Summer Skin                      | Леопольдо Торре Нильссон   | Не номинирован  |
| 1962 (35-я)     | Старая молодёжь                           | Los jóvenes viejos                        | The Sad Young Men                | Родольфо Кун               | Не номинирован  |
| 1965 (38-я)     | Пахарито Гомес                            | Pajarito Gómez                            | Pajarito Gómez                   | Родольфо Кун               | Не номинирован  |
| 1974 (47-я)     | Перемирие                                 | La tregua                                 | The Truce                        | Серхио Ренан               | Номинирован     |
| 1975 (48-я)     | Насарено Крус и волк                      | Nazareno Cruz y el lobo                   | Nazareno Cruz and the Wolf       | Леонардо Фавио             | Не номинирован  |
| 1976 (49-я)     | Вчерашние мальчики не использовали мышьяк | Los muchachos de antes no usaban arsénico | Yesterday’s Guys Used No Arsenic | Хосе А. Мартинес Суарес    | Не номинирован  |
| 1977 (50-я)     | Что такое осень?                          | ¿Qué es el otoño?                         | What Does Fall Mean?             | Давид Хосе Коон            | Не номинирован  |
| 1979 (52-я)     | Остров                                    | La isla                                   | The Island                       | Алехандро Дория            | Не номинирован  |
| 1981 (54-я)     | Подпольный человек                        | El hombre del subsuelo                    | The Underground Man              | Николас Саркис             | Не номинирован  |
| 1982 (55-я)     | Последние дни жертвы                      | Últimos días de la víctima                | Last Days of the Victim          | Адольфо Аристарайн         | Не номинирован  |
| 1984 (57-я)     | Камила                                    | Camila                                    | Camila                           | Мария Луиса Бемберг        | Номинирован     |
| 1985 (58-я)     | Официальная версия                        | La historia oficial                       | The Official Story               | Луис Пуэнсо                | Получил «Оскар» |
| 1986 (59-я)     | Танго, Гардель в изгнании                 | Tangos, el exilio de Gardel               | Tangos, the Exile of Gardel      | Фернандо Соланас           | Не номинирован  |
| 1987 (60-я)     | Мужчина, смотрящий на юго-восток          | Hombre mirando al sudeste                 | Man Facing Southeast             | Элисео Субьела             | Не номинирован  |
| 1988 (61-я)     | Веронико Крус                             | La deuda interna                          | Verónico Cruz                    | Мигель Перейра             | Не номинирован  |
| 1989 (62-я)     | Подруга                                   | La amiga                                  | The Girlfriend                   | Жанин Меерапфель           | Не номинирован  |
| 1990 (63-я)     | Я - худшая из всех                        | Yo, la peor de todas                      | I, the Worst of All              | Мария Луиса Бемберг        | Не номинирован  |
| 1991 (64-я)     | Гробницы                                  | Las tumbas                                | The Tombs                        | Хавьер Торре               | Не номинирован  |
| 1992 (65-я)     | Тёмная сторона сердца                     | El lado oscuro del corazón                | The Dark Side of the Heart       | Элисео Субьела             | Не номинирован  |
| 1993 (66-я)     | Гатика по кличке Обезьяна                 | Gatica, el Mono                           | Gatica                           | Леонардо Фавио             | Не номинирован  |
| 1994 (67-я)     | Скоро ты станешь тенью                    | Una sombra ya pronto serás                | A Shadow You Soon Will Be        | Эктор Оливера              | Не номинирован  |
| 1995 (68-я)     | Дикие лошади                              | Caballos salvajes                         | Wild Horses                      | Марсело Пиньейро           | Не номинирован  |
| 1996 (69-я)     | Эвита: Не плачь по мне Аргентина          | Eva Perón                                 | Eva Perón: The True Story        | Хуан Карлос Десансо        | Не номинирован  |
| 1997 (70-я)     | Смерть в раю                              | Cenizas del paraíso                       | Ashes of Paradise                | Марсело Пиньейро           | Не номинирован  |
| 1998 (71-я)     | Танго                                     | Tango, no me dejes nunca                  | Tango                            | Карлос Саура               | Номинирован     |
| 1999 (72-я)     | Мануэлита                                 | Manuelita                                 | Manuelita                        | Мануэль Гарсия Ферре       | Не номинирован  |
| 2000 (73-я)     | Счастливые                                | Felicidades                               | Merry Christmas                  | Лучо Бендер                | Не номинирован  |
| 2001 (74-я)     | Сын невесты                               | El hijo de la novia                       | Son of the Bride                 | Хуан Хосе Кампанелья       | Номинирован     |
| 2002 (75-я)     | Камчатка                                  | Kamchatka                                 | Kamchatka                        | Марсело Пиньейро           | Не номинирован  |
| 2003 (76-я)     | Валентин                                  | Valentín                                  | Valentín                         | Алехандро Агрести          | Не номинирован  |
| 2004 (77-я)     | Прерванное объятье                        | El abrazo partido                         | Lost Embrace                     | Даниэль Бурман             | Не номинирован  |
| 2005 (78-я)     | Аура                                      | El aura                                   | The Aura                         | Фабиан Бьелински           | Не номинирован  |
| 2006 (79-я)     | Закон семьи                               | Derecho de familia                        | Family Law                       | Даниэль Бурман             | Не номинирован  |
| 2007 (80-я)     | XXY                                       | XXY                                       | XXY                              | Лусия Пуэнсо               | Не номинирован  |
| 2008 (81-я)     | Арестантская                              | Leonera                                   | Lion’s Den                       | Пабло Траперо              | Не номинирован  |
| 2009 (82-я)     | Тайна в его глазах                        | El secreto de sus ojos                    | The Secret in Their Eyes         | Хуан Хосе Кампанелья       | Получил «Оскар» |
| 2010 (83-я)     | Каранчо                                   | Carancho                                  | Carancho                         | Пабло Траперо              | Не номинирован  |
| 2011 (84-я)     | Абаллай                                   | Aballay, el hombre sin miedo              | Aballay                          | Фернандо Спинер            | Не номинирован  |
| 2012 (85-я)     | Подпольное детство                        | Infancia clandestina                      | Clandestine Childhood            | Бенхамин Авила             | Не номинирован  |
| 2013 (86-я)     | Вакольда                                  | Wakolda                                   | The German Doctor                | Лусия Пуэнсо               | Не номинирован  |
| 2014 (87-я)     | Дикие истории                             | Relatos salvajes                          | Wild Tales                       | Дамиан Шифрон              | Номинирован     |
| 2015 (88-я)     | Клан                                      | El Clan                                   | The Clan                         | Пабло Траперо              | Не номинирован  |
| 2016 (89-я)     | Почётный гражданин                        | El ciudadano ilustre                      | The Distinguished Citizen        | Гастон Дюпра и Мариано Кон | Не номинирован  |
| 2017 (90-я)     | Зама                                      | Zama                                      | Zama                             | Лукресия Мартель           | Не номинирован  |
| 2018 (91-я)     | Ангел                                     | El Ángel                                  | The Angel                        | Луис Ортега                | Не номинирован  |
| 2019 (92-я)     | Героические лузеры                        | La odisea de los giles                    | Heroic Losers                    | Себастьян Боренштейн       | Не номинирован  |
| 2020 (93-я)     | Лунатики                                  | Los sonámbulos                            | The Sleepwalkers                 | Паула Эрнандес             | Ожидается       |